# Jacques Lourcelles
Jacques Lourcelles, né le 11 janvier 1940 à Paris, est un écrivain, un historien et un scénariste français de cinéma.

## Biographie
Dans les années 1960, Jacques Lourcelles était le rédacteur en chef de la revue Présence du cinéma. Il appartenait au groupe des « mac-mahoniens », un groupe de cinéphiles qui se retrouvaient autour du cinéma Mac-Mahon (Paris, 17e) pour célébrer les  «véritables» cinéastes, en particulier  Fritz Lang, Joseph Losey, Raoul Walsh, Otto Preminger, le célèbre carré d’As du Mac-Mahon auquel ils allaient ajouter Jacques Tourneur, cinéaste devenu depuis emblématique mais encore méconnu à l'époque tant ses films étaient difficiles à voir. Il est notamment l'auteur d'un Dictionnaire des films, véritable histoire du cinéma en filigranes, paru en 1992 et régulièrement mis à jour, puis republié dans une édition augmentée et entièrement remaniée en 2022 et décrit comme le « plus savoureux des dictionnaires du cinéma ».

## Publications
- Otto Preminger, Paris, Seghers, coll. « Cinéma d'aujourd'hui », 1965 (BNF 37444238)
- Dictionnaire du cinéma. Tome 3, Les films, Paris, Robert Laffont, coll. « Bouquins », 1992, 1728 p.  (ISBN 2-221-05465-2)
- Dictionnaire des films, vol. 1 : Des origines à 1950, 1376 p.  (ISBN 978-2-38292-296-5) ; vol. 2 : De 1951 à nos jours, 1600 p.  (ISBN 978-2-38292-096-1), Paris, Éditions Bouquins, coll. « Bouquins », 2022

## Filmographie

### Comme scénariste
- 1974 : Le Chaud Lapin de Pascal Thomas
- 1976 : L'Acrobate de Jean-Daniel Pollet
- 1977 : Un oursin dans la poche de Pascal Thomas
- 1979 : Confidences pour confidences de Pascal Thomas
- 1981 : Celles qu'on n'a pas eues de Pascal Thomas
- 1999 : La Dilettante de Pascal Thomas